# Musée de Macao
Le musée de Macao (展城館) est situé sur la colline de la Fortaleza do Monte dans la freguesia de Santo António,. Il présente l'histoire de la ville et du territoire de l'ancienne colonie portugaise de Macao, aujourd'hui région administrative spéciale de la République populaire de Chine.
Le projet du musée commence en avril 1995, sa construction débute en septembre 1996, et il est inauguré le 18 avril 1998. Le bâtiment du musée est situé à l'intérieur de la Fortaleza do Monte. Sa superficie totale est d'environ 2 800 m², avec environ 2 100 m² d'espace d'exposition.

## Galerie

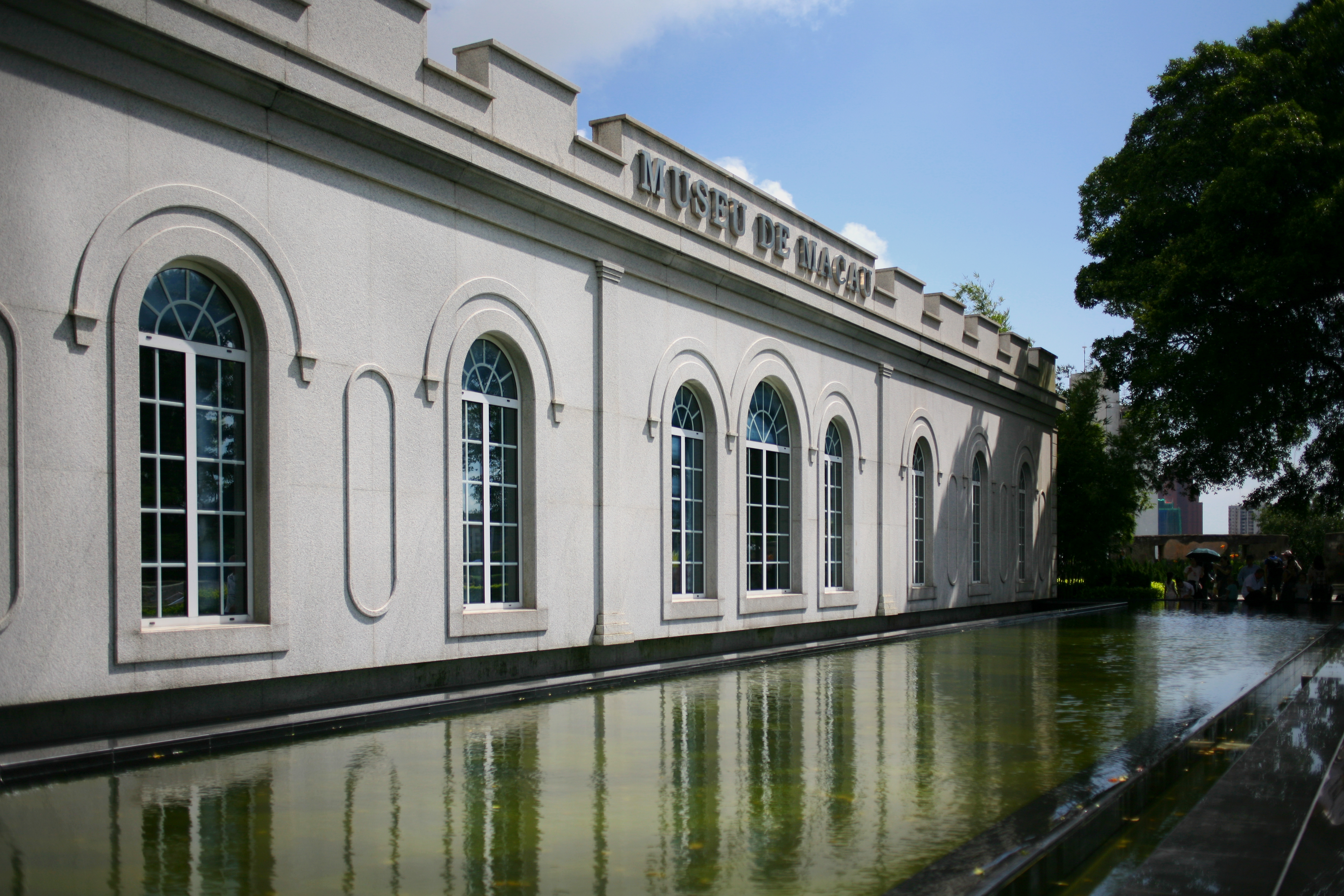
Extérieur du musée
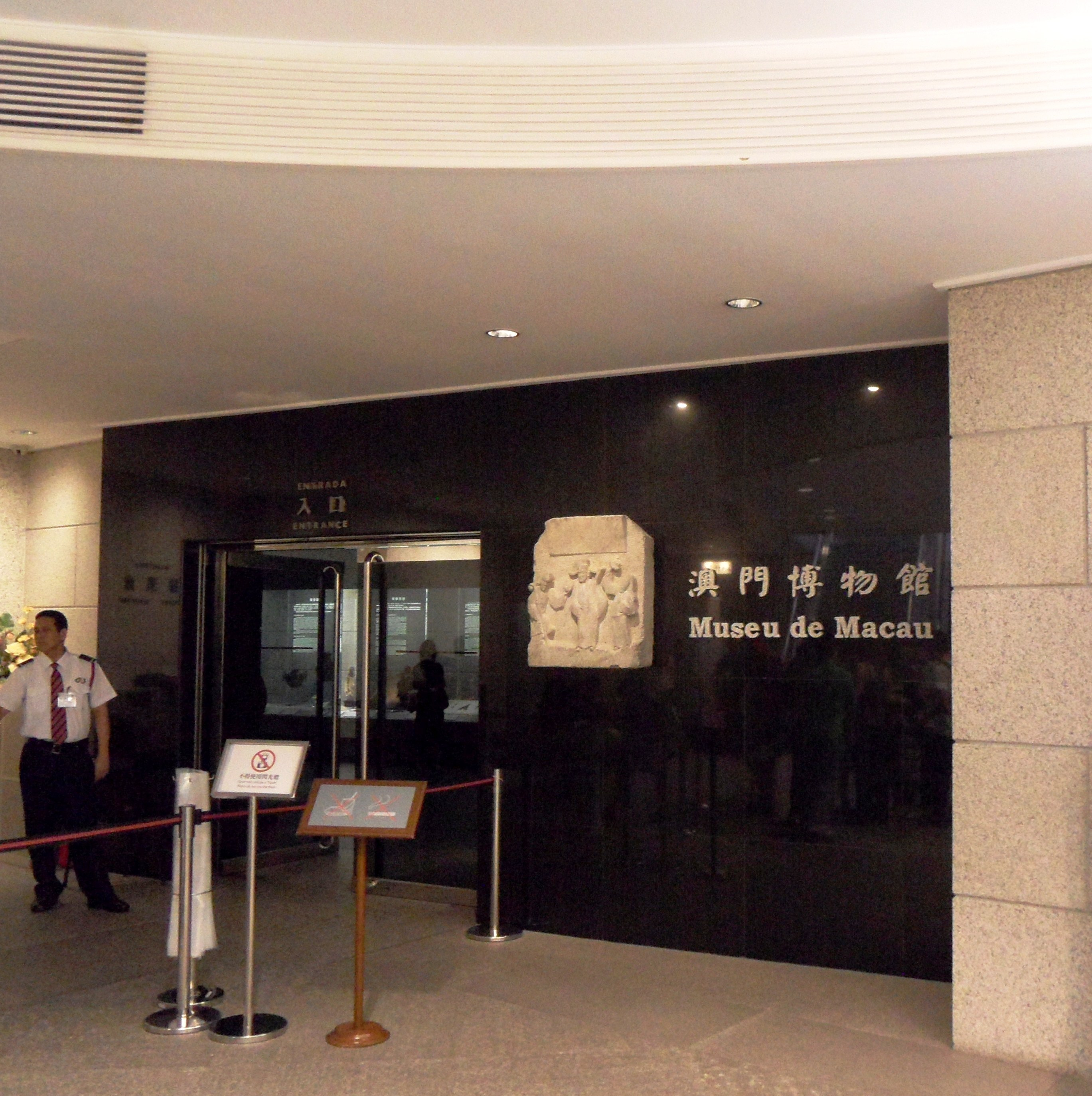
Entrée
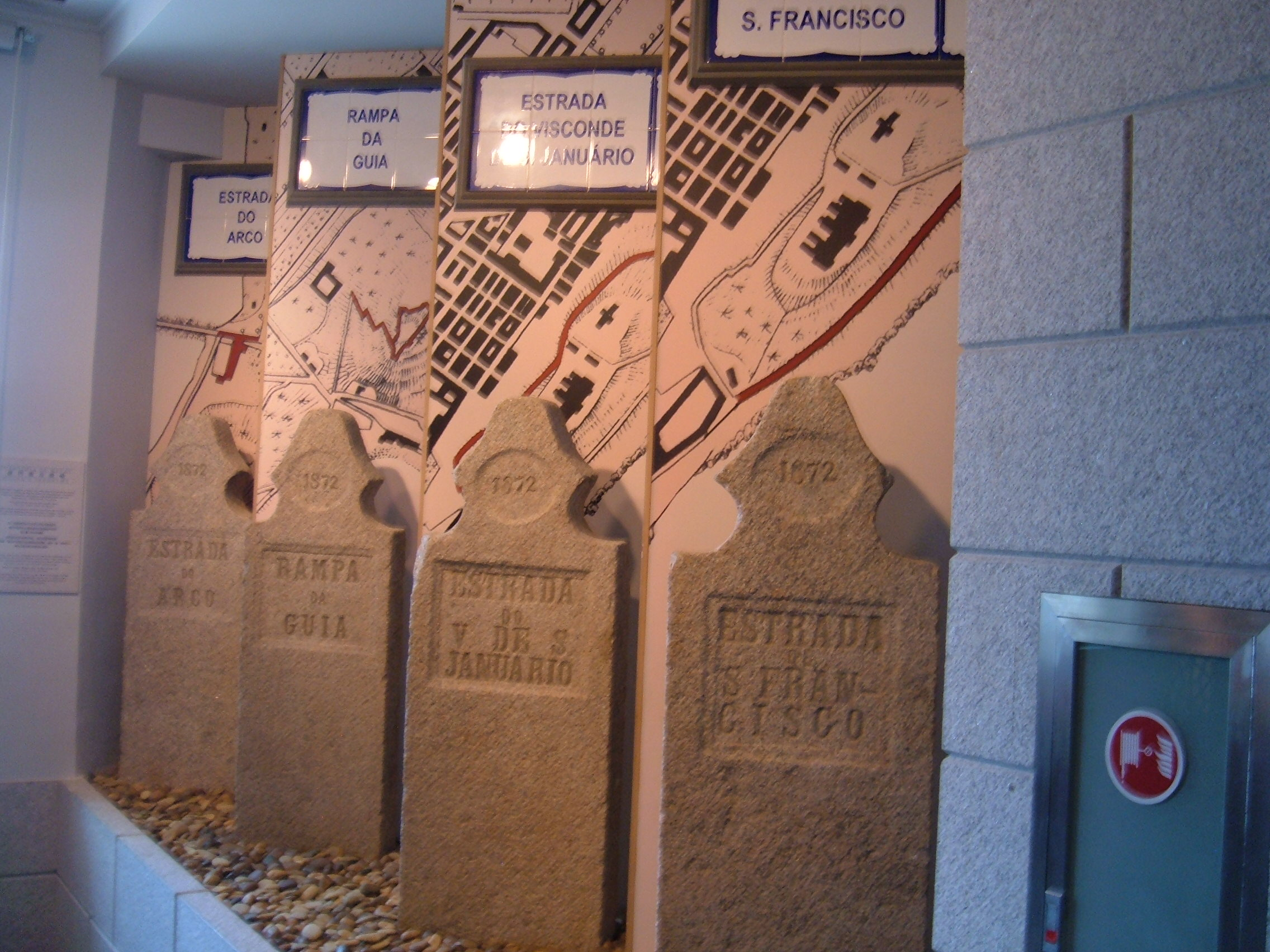
Stèles de signalisation
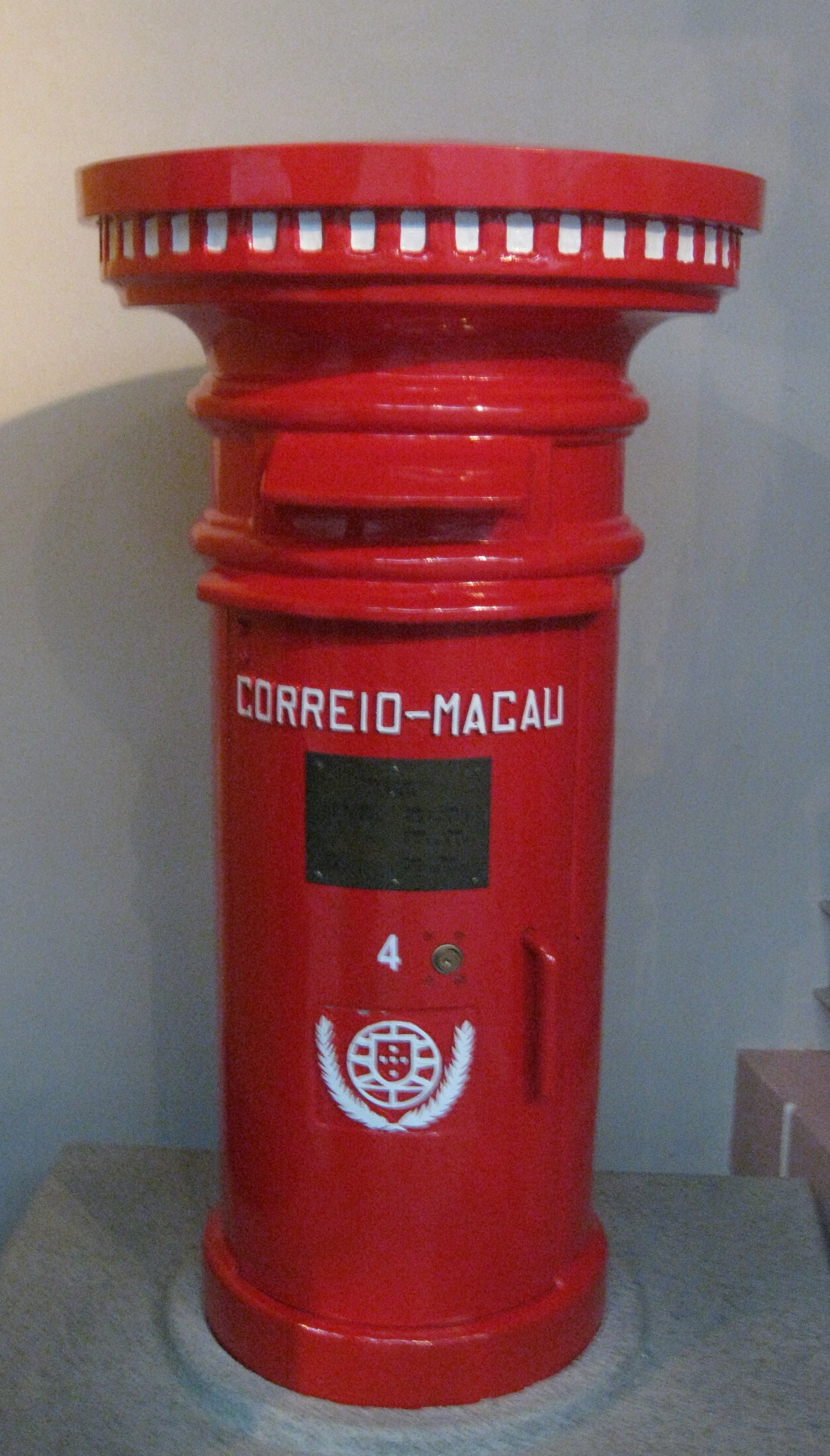
Boîte aux lettres en fonte de l'époque coloniale
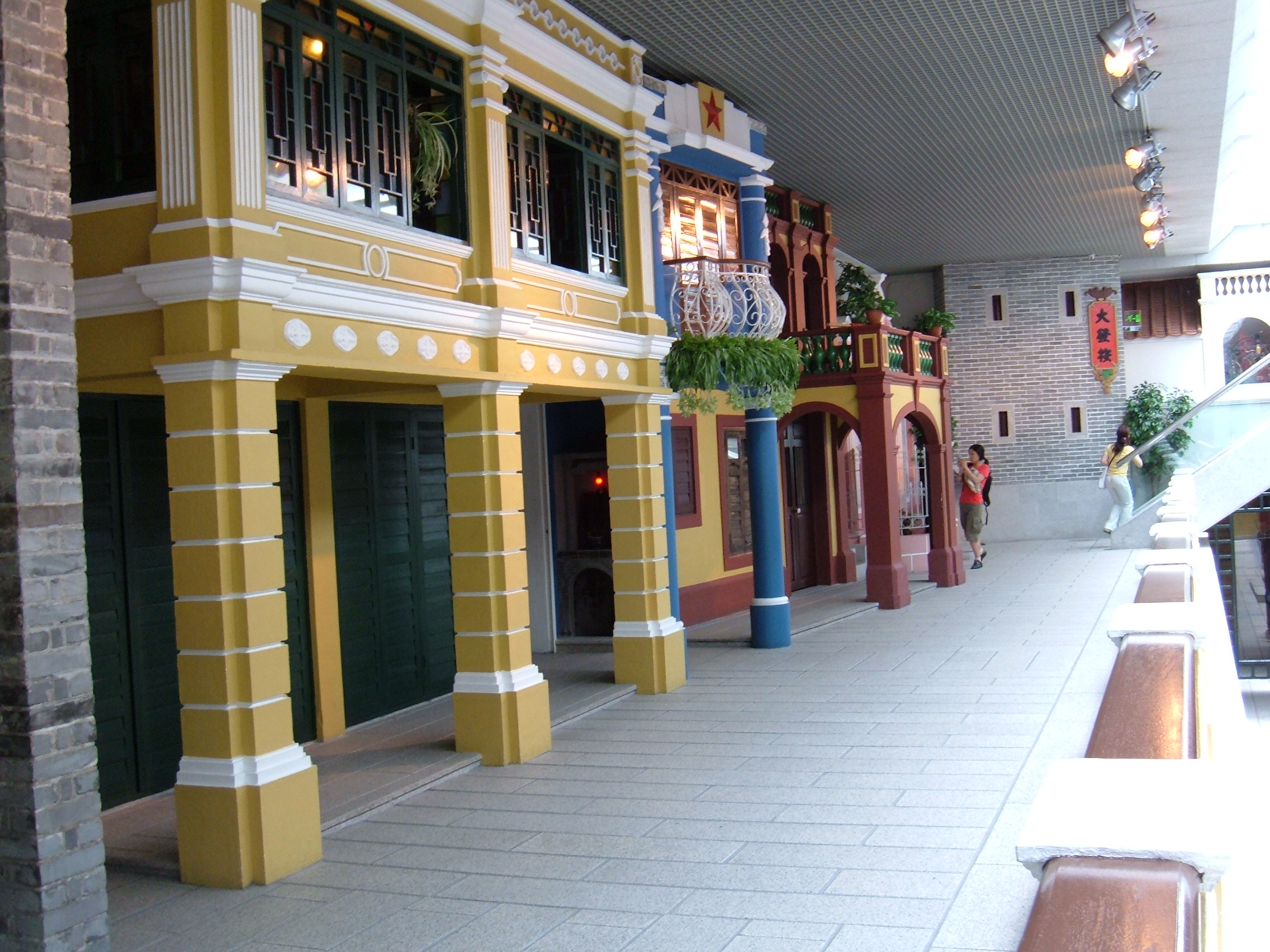
Reproduction d'une rue historique